# Турнхерр, Вальтер
Ва́льтер Турнхерр (нем. Walter Thurnherr; род. 11 июля 1963, Мури) — швейцарский государственный и политический деятель, федеральный канцлер Швейцарии с 1 января 2016 по 31 декабря 2023 года.

## Биография
Родился в Мури, Турнхерр окончил Высшую техническую школу Цюриха. В 1989 году вступил в ряды швейцарского дипломатического корпуса. В 2002 году был назначен начальником штаба Федерального Департамента иностранных дел под управлением Федеральным советником Йозефа Дайса. В следующем году он был назначен руководителем аппарата Федерального Департамента по экономическим вопросам, первого заместителя Паскаля Кушпэна, затем Йозефа Дайса, и, наконец, Дорис Лойтхард. Он последовал за Лойтхард, когда она возглавила Федеральный Департамент окружающей среды, транспорта, энергетики и связи в 2011 году в качестве ее руководителя аппарата.

### Федеральный Канцлер
Он победил на выборах канцлера, и заменил Корину Казанову как федерального канцлера Швейцарии 9 декабря 2015 года, в качестве первого безальтернативного кандидата за девяносто лет, и был избран Швейцарским Федеральным Собранием 230 голосов (из 234 возможных). В должность вступил 1 января 2016 года.